# Arapahos
|  | Per a altres significats, vegeu «arapaho». |

Els arapahos són una tribu índia algonquina que parla una llengua força diferenciada, alguns cops confosa amb la llengua atsina. El seu nom prové del pawnee tirapihu ("comerciants"), o bé de la llengua crow alappahó ("gent amb molts tatuatges", pel costum que tenien de gravar-se alguns cercles cerimonials a la cara), però ells s'anomenen a si mateixos inu-na ina ("el nostre poble"). L'idioma es divideix en tres dialectes o subdivisions: els basanwūnema, els atsina o gros ventre, que esdevingueren tribu independent, i els nawathinahana.

## Localització
Vivien a l'Alt Arkansas i al sud del riu Platte, al peu de les muntanyes Rocoses, als 39-40º latitud nord (Colorado), on potser hi arribaren procedents de Minnesota. Actualment estan dividits entre la reserva índia Wind River (Wyoming), compartida amb els xoixons, i Oklahoma, on no ocupen reserva específica, als comtats de Geary i Canton, on l'índex d'atur és entre el 40 i 70 per cent.

## Demografia
El 1867 es calcula que hi havia uns 3.000 individus, però havien baixat a 2.000 pel 1920. El 1950 es calculaven uns 3.775 juntament amb els atsina, i pel 1970 es calculaven uns 2.000 a la reserva índia Wind River (Wyoming) i uns 3.000 més a Oklahoma. El 1980 sumaven encara 5.000 en total, dels quals 2.000 parlaven la llengua pròpia. Segons el cens dels EUA del 2000 hi havia 9.258 arapaho:
| Facció             | D'una tribu | Dues tribus | Una tribu més altres races | Dues tribus més altres races | Total |
| ------------------ | ----------- | ----------- | -------------------------- | ---------------------------- | ----- |
| Arapahoe           | 2.509       | 415         | 1.366                      | 277                          | 4.567 |
| Northern Arapahoe  | 4.410       | 26          | 142                        | 4                            | 4.582 |
| Southern Arapahoe  | 67          | 2           | 23                         |                              | 92    |
| Windriver Arapahoe | 14          |             | 3                          |                              | 17    |
| Total              | 7.000       | 443         | 1.534                      | 281                          | 9.258 |

## Costums

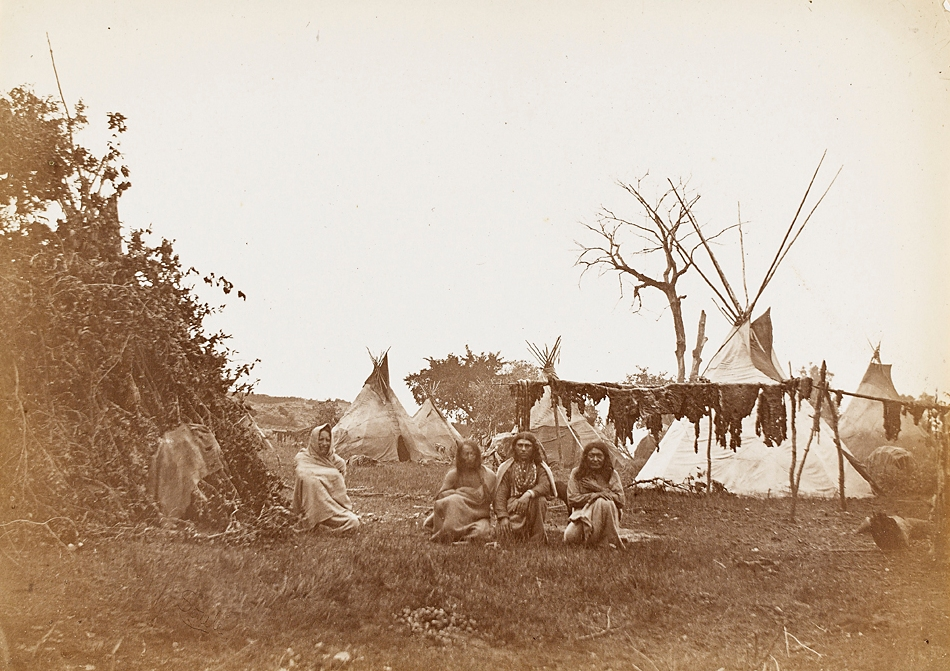
Campament Arapaho prop de Fort Dodge, Kansas, fotografiat per William S. Soule, el 1870.

Els blancs que els visitaren els descriviren com a alts, forts, traïdors i bel·licosos. Hom els considerava aliats dels xeienes contra els xoixons, ute, crow, pawnee, comanxe i dakota. Antigament eren nòmades, vivien en tipis i depenien del bisó de les planures per sobreviure. Comerciaven amb mandans i arikara, i amb els establiments espanyols del sud-est. No tenien clans ni practicaven l'agricultura. Eren molt religiosos, i per a ells tenien una significació especial els objectes i accions quotidianes, com els abillaments. Llur principal objecte de veneració era una pipa plana que guardaven en una bossa sagrada amb un disc o una roda.
La seva principal dansa cerimonial, la Dansa dels Corbs, fou modificada el 1890 com a dansa dels esperits (ghostdance). També es dividien en set societats secretes militars (una d'elles per a les dones) graduades per l'edat, i en societats xamàniques, com la dels Guerrers Gossos, fanàtics guerrers que caminaven i feien les coses a l'inrevés. Creien que totes elles els havien d'ajudar a pujar els Quatre Turons de la Vida (infantesa, joventut, maduresa i vellesa). Molts d'aquests trets foren adoptats dels xeienes, amb qui estan emparentats lingüísticament.

## Història
Llurs recents tradicions indiquen que emigraren d'una zona de boscos on eren agricultors (potser Minnesota). El primer blanc que els va visitar fou el francès Jean Baptiste Trudeau el 1795. Després d'un gradual moviment cap a l'Oest, s'establiren allí on els trobaren els blancs cap al 1830. Aquell mateix any se separaren dels atsina, mentre que els arapaho s'establien als marges de l'Arkansas.
Estigueren en guerra contínua contra els xoixons, ute i pawnee, i associats durant molt de temps amb els xeiene meridionals, amb els quals lluitaren contra el general George Armstrong Custer fins al 1867. El primer cabdill arapaho conegut fou «Friday», qui el 1850-1851 visitaria Washington i signaria un Tractat a Fort Laramie que els assegurava les terres, però el 1858 el territori arapahoe fou travessat per nombrosos buscadors d'or a Paha Sapa, cosa que provocà nombrosos conflictes. Es calcula que el 1861 eren dividits en dos grups: el del Nord, format per 750 individus, a Wind River, dirigits per «Black Bear» i «Medicine Man», i el del Sud, per 1.500 individus, vora l'actual Denver, per Little Raven.
El 1861 el seu cabdill Ohnasite o Little Raven (mort el 1889) signaria el Tractat de Fort Wise amb els EUA juntament amb els xeienes, i el 1863 visità Washington. Però el 1862 es descobrí or a Montana i el tractat fou violat novament. El 1864 intentaren detenir el General Chevington de manera pacífica en una reunió a Camp Neld, vora Denver. Com a represàlia, l'agost del 1865 Patrick Connor atacaria amb 4 columnes de soldats i mercenaris pawnee el campament del riu Tongue, provocant 50 morts i capturant mil cavalls.
Pel juliol del 1866 els caps «Black Bear» i «Sorrel Horse» s'uniren als dakota de Mahpiua Luta o Red Cloud contra els EUA fins a la firma del Tractat de Fort Laramie el 6 de novembre del 1868. Els del Nord, però, no es volgué rendir fins a la desfeta xeiene infligida per Custer després de la matança del riu Washita. El 1868 signaren una nova pau amb els xoixons, però foren atacats pels colons, que assassinarien els seus cabdills «Medicine Man» (1871) i «Black Bear» (1868).
El seu nou cap, «Black Coal» (mort el 1893) intentà evitar novament els atacs que els infligiren blancs i xoixons el 1874 tot aconseguint que el 1875 els incloguessin dins la reserva de Mahpiua Luta. El 1877 visitaria al president dels EUA per aconseguir una reserva a Wind River (Wyoming) amb els xoixons, els seus tradicionals enemics, amb qui havien signat la pau definitiva el 1871. Es calcula que el seu nombre el 1885 era de 972 individus, però el 1893 havien estat reduïts a 823, principalment per la manca d'aliments a la reserva, les malalties i l'alcoholisme.
Endemés, patiren l'establiment de tota mena de sectes cristianes, però només els episcopalians hi establiren escoles des del 1917. Des del 1887 se'ls intentaria aplciar la Dawes Act mercè la qual la terra tribal era repartida en parcel·les individuals, però finalment el 1904 s'acordà cedir-los els 2/3 de la reserva per ells.
Això no milloraria la situació de depauperació i malalties que patien, malgrat les protestes dels seus caps «Lone Bear» (1854-1920), cap de la tribu des del 1901, i «Yellow Calf» (1860-1938), successors de «Black Coal» i que el 1908 visitaren Washington amb «Little Wolf» per protestar per la seva situació.
Els del sud foren obligats a acceptar els termes del Tractat de Medicine Lodge Creek del 1867, pel qual una bona part de la tribu (entre mil i mil cinc-cents individus), amb Ohnasite (qui el 1870 visitaria altre cop Washington), era traslladada a Fort Sill, Territori Indi (ara Oklahoma) el 1869. El 1871 sumaven uns 1.650 individus, i de seguida foren invadits per predicadors religiosos de tota mena de sectes cristianes, principalment els mennonites, qui els introduïren en el conreu del moresc.
Pel fet de no comptar amb reserva pròpia com els del nord, els va fer més propensos a l'aculturació, ja que, en no comptar amb reserva, no eren reconeguts com a tribu. Ja el 1879 el cabdill Little Raven enviaria el seu fill a estudiar a l'escola Carlisle de la BIA per tal de demostrar lleialtat als EUA. El 1890 foren visitats per l'antropòleg James Mooney, qui estudiaria entre ells el moviment Ghost dance. Aquest moviment fou propiciat per la situació de depauperació provocada per la manca d'aliments, ja que, privats de la cacera, depenien totalment dels subsidis de la BIA. El 1889 s'havien reduït a 1.137 individus, i això facilitaria la predicació del profeta «Black Coyote», arapaho de Windriver, qui va rebre nombrosos adeptes entre ells. Anys més tard, molts d'ells es passarien al culte peyote.
El 1891 els d'Oklahoma reberen 4 milions d'acres de terres i 25 anys d'exempció fiscal, però el 19 d'abril del 1892 la seva terra fou oberta a 30.000 colons, i cap al 1901 en perdrien la propietat efectiva. El 1899 el mateix Black Coyote marxà amb una delegació a Washington a protestar, però no serví de res. Pel 1900 havien estat reduïts a 981 individus, i pel 1929 a 820. Cap als anys vint, ja tots ells vivien en cases i havien abandonat els habitatges tradicionals.
El 1937 el Congrés dels EUA donà 500.000 $ als arapahoe de Wind River en compensació per les terres que els havia assignat per tractat i que no havien rebut. Pel 1936 ja havien augmentat a 1.128 individus a Wind River, i el 1955 s'uniren als arapaho del sud per reclamar terres a l'Indian Claims Commission. Fins al 1938 no fou escollida una dona, Nellie Scott, com a membre del Consell Tribal a Wind River. El 1970 els de Windriver cobraren 4,5 milions $ en royaltys per l'explotació del petroli de la seva reserva, cosa que millorà la seva situació econòmica en fer-se d'una bona part el repartiment individual entre els 4.000 membres de la tribu.

## Llista d'arapaho famosos
- Little Raven
- Sherman Coolidge